# جيسي توماس (مغني)
جيسي توماس (بالإنجليزية: Jesse Thomas)‏ هو عازف قيثارة ومغني أمريكي، ولد في 3 فبراير 1911، وتوفي في 15 أغسطس 1995.

## وصلات خارجية
- جيسي توماس على موقع ميوزك برينز (الإنجليزية)
- جيسي توماس على موقع أول ميوزيك (الإنجليزية)
- جيسي توماس على موقع أول ميوزيك (الإنجليزية)
- جيسي توماس على موقع أول ميوزيك (الإنجليزية)
- جيسي توماس على موقع ديسكوغز (الإنجليزية)
- جيسي توماس على موقع ديسكوغز (الإنجليزية)
- جيسي توماس على موقع ديسكوغز (الإنجليزية)